# Diaz - Don't Clean Up This Blood
(Tagline del film tratta dalla condanna di Amnesty International a quanto accaduto)
Diaz - Don't Clean Up This Blood è un film del 2012 diretto da Daniele Vicari ed incentrato sui fatti del G8 di Genova.
Diaz è il nome della scuola di Genova, resa celebre per la violenta irruzione della polizia, avvenuta la sera del 21 luglio 2001, al termine dei lavori della conferenza del G8 di Genova.
Il film è anche conosciuto semplicemente come Diaz (titolo sulla locandina) o Diaz - Non pulire questo sangue (titolo sulla copertina DVD).

## Trama
La notte del 21 luglio 2001 93 persone, di età, nazionalità e condizione sociale differente, si trovano a pernottare nella scuola Diaz, messa a disposizione dal comune di Genova come dormitorio, sede del media center e dell'assistenza legale dell'organismo promotore, dopo che, durante la giornata, un automezzo della polizia, passato più volte di fronte all'edificio, è stato per alcuni momenti circondato da un gruppo di no-global e fatto oggetto del lancio, andato a vuoto, di una bottiglia di vetro; le vicende di alcune di loro si intrecciano con gli avvenimenti che seguiranno.
Luca è un giornalista della Gazzetta di Bologna il quale, dopo l'arrivo in redazione della notizia della morte di Carlo Giuliani, in seguito agli scontri per il G8, avvenuti il 20 luglio, decide di recarsi personalmente a Genova per documentare l'evolversi dei fatti. Alma è un'anarchica tedesca che ha partecipato agli scontri ed è rimasta sconvolta per la violenza cui ha assistito che, insieme a Marco, facente parte dell'organizzazione del Genoa Social Forum, e all'amica Franci, un avvocato del Genoa Legal Forum, si mette a disposizione per la ricerca dei dispersi. Nick è un manager che si occupa di economia solidale e che si trova a Genova per un seminario.
Anselmo è un anziano militante del Sindacato Pensionati Italiani della CGIL, che ha partecipato alle manifestazioni sindacali contro il G8, prendendo parte al corteo pacifico. Bea e Ralf sono a Genova di passaggio e devono ripartire per altre mete ma, in attesa della partenza, decidono di pernottare in città, utilizzando uno degli alloggi messi a disposizione dei manifestanti. Etienne e Cecile sono due anarchici francesi, diretti protagonisti della guerriglia e degli scontri di quei giorni. Max è un vicequestore aggiunto del primo reparto mobile di Roma, il quale si è attirato le critiche di molti colleghi perché in mattinata ha preso la decisione di non ordinare una carica contro i black bloc, al fine di evitare il coinvolgimento di tanti pacifici manifestanti addossati a una scogliera.
I destini di tutti loro e di altri manifestanti si incrociano drammaticamente quando, dopo le 23:50 i poliziotti fanno irruzione nella scuola, allo scopo di giustificare agli occhi dell'opinione pubblica sia il mancato mantenimento dell'ordine pubblico durante le grandi manifestazioni di protesta che il comportamento violento delle forze dell'ordine durante le giornate precedenti, procedura già precedentemente messa in atto con un furgone, filmato da un elicottero, dal quale vengono distribuite spranghe ed altri oggetti contundenti ai manifestanti da soggetti in seguito mai identificati, lamentando inoltre l'aggressione subita dall'automezzo della polizia alcune ore prima.
L'irruzione si svolge rapidamente e senza resistenza da parte dei presenti ma, nonostante nell'edificio non si trovino i black bloc, gli agenti aggrediscono con inaudita violenza, crudeltà e sadismo le persone all'interno della scuola, le quali, dopo essere state ferite (alcune in modo grave) vengono arrestate; lo stesso destino subiscono coloro che, a causa delle ferite, sono stati immediatamente trasportati in ospedale, prolungando, dopo essere stati rinchiusi nella caserma di Bolzaneto, l'universo di violenza già subito durante l'irruzione.

## Produzione
Una coproduzione tra Italia, Francia e Romania: Fandango, Le Pacte, Mandragora Movie.
(Da un'intervista di Daniele Vicari a Stefania Ulivi sul Corriere della Sera, 18 febbraio 2012.)
Nella produzione sono stati impegnati 250 stunts e 35 automezzi della Polizia. Le location, oltre a quella in Romania, sono l'Alto Adige e Genova.
Il film, di natura corale, non ha al centro dei veri e propri protagonisti, quanto una moltitudine di storie: proprio riguardo al processo di lavorazione e alla struttura adottata, il regista ha dichiarato: "la sceneggiatura è stata scritta dopo aver studiato gli atti dei processi, visto centinaia di ore di materiale e incontrato diversi testimoni. E ci siamo resi conto che il film avrebbe avuto senso solo con questa sua dimensione e la sua coralità."
(Conferenza di Vicari al Bif&est, articolo di Antonio Di Giacomo su "La Repubblica", 25 marzo 2012.)
Il film è stato proiettato in anteprima italiana il 24 marzo 2012 al Bif&st di Bari in versione originale inglese e italiana. Riceve una calorosissima accoglienza con oltre 10 minuti di applausi.
Diaz nasce da un precedente progetto di Vicari, mai andato in porto dopo l'inizio della lavorazione nell'estate del 2008, anch'esso riguardante in parte il G8 di Genova. Il film, scritto dal regista con Virginia Borgi e Massimo Gaudioso, si intitolava provvisoriamente Per una volta dammi retta: corri, come la scritta che il giovane genovese Edoardo Parodi aveva lasciato su un muro di Genova in ricordo del suo migliore amico, Carlo Giuliani, ucciso durante gli scontri del G8. La pellicola avrebbe dovuto raccontare la storia di Parodi, morto a Zurigo nel 2002 a 22 anni per un'infezione al miocardio, dopo aver partecipato ad una manifestazione no global contro una riunione del Forum Economico Mondiale.

### Cast
Molti dei personaggi si ispirano (in alcuni casi mantenendone le iniziali) a persone che si trovarono realmente all'interno della Diaz la sera del blitz:
- Claudio Santamaria (Max Flamini): Michelangelo Fournier, capo del VII nucleo sperimentale del I reparto mobile di Roma[4]
- Mattia Sbragia (Armando Carrera): Arnaldo La Barbera, il prefetto, capo dell'UCIGOS, che dispose l'azione verso la scuola Diaz[senza fonte]
- Duccio Camerini (Aldoino Fracassi): Ansoino Andreassi, vice capo della polizia all'epoca del G8[senza fonte]
- Antonio Gerardi (Achille Faleri): Francesco Gratteri, capo dell'anticrimine[senza fonte]
- Francesco Acquaroli (Vinicio Meconi): Vincenzo Canterini, comandante del reparto mobile di Roma[senza fonte]
- Jerry Mastrodomenico (Sesto Vivaldi): Spartaco Mortola, dirigente della DIGOS di Genova[senza fonte]
- Alessandro Roja (Marco Cerone): Massimo Nucera, l'agente che simulò di aver subìto un accoltellamento[senza fonte]
- Rolando Ravello (Rodolfo Serpieri): Roberto Sgalla, responsabile delle relazioni esterne della polizia[4]
- Elio Germano (Luca Gualtieri, giornalista della fittizia Gazzetta di Bologna): Lorenzo Guadagnucci, giornalista de il Resto del Carlino[4]
- Renato Scarpa (Anselmo Vitali): Arnaldo Cestaro, l'anziano militante di Rifondazione Comunista picchiato durante l'irruzione[senza fonte]
- Pietro Ragusa (Aaron): Mark Covell, giornalista inglese, fu la prima persona a venir picchiata dai poliziotti, che lo trovarono appena fuori dall'edificio, per i colpi subiti finì in coma
- Jennifer Ulrich (Alma Koch): la giovane attivista tedesca picchiata alla scuola Diaz e alla caserma di Bolzaneto[senza fonte]

#### Galleria d'immagini

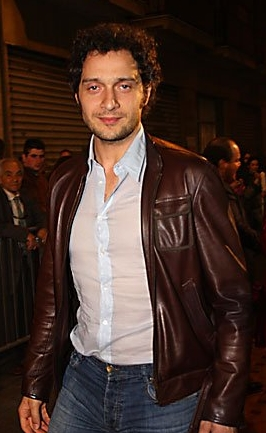
Claudio Santamaria interpreta Max Flamini
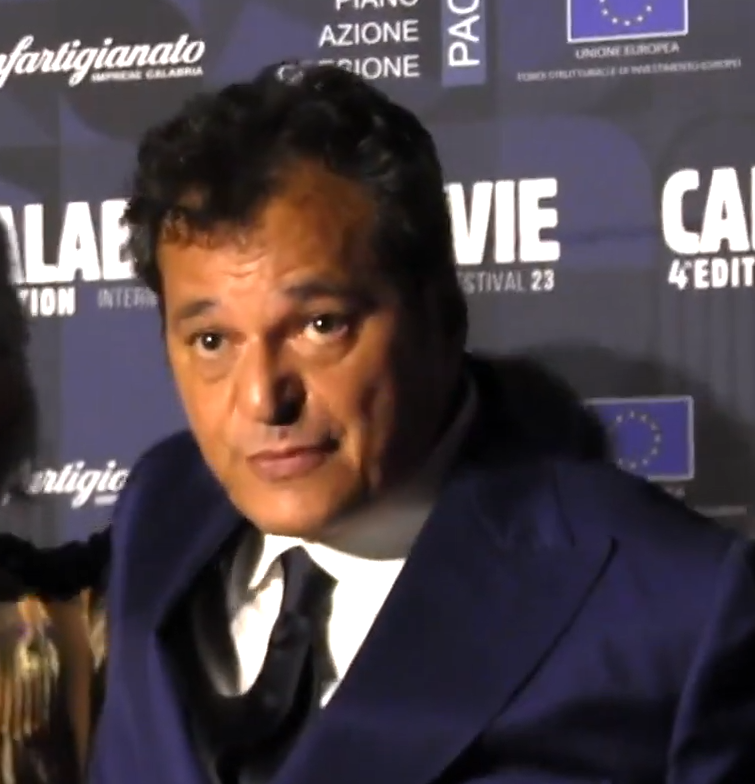
Antonio Gerardi interpreta Achille Faleri
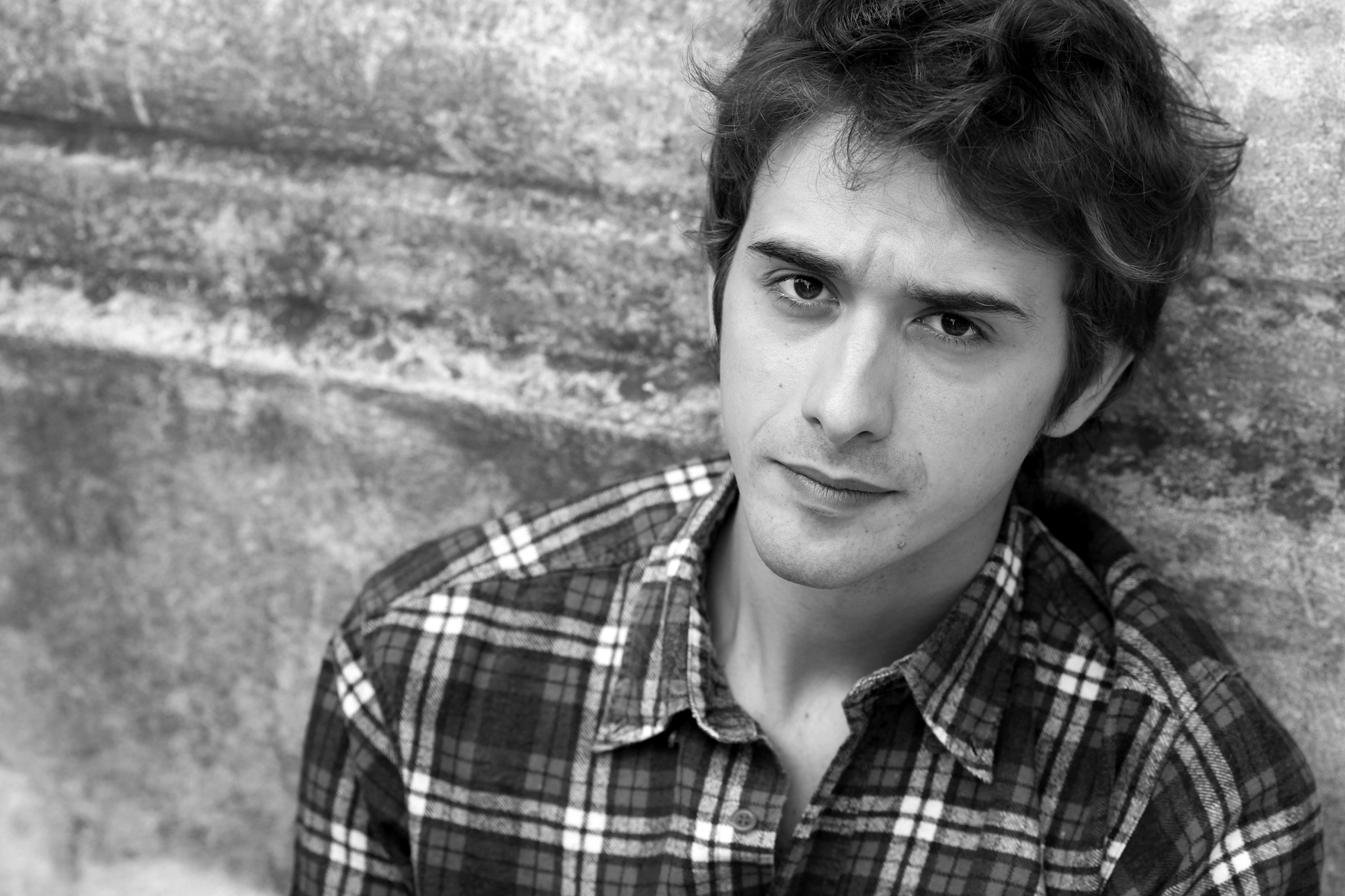
Davide Iacopini interpreta Marco
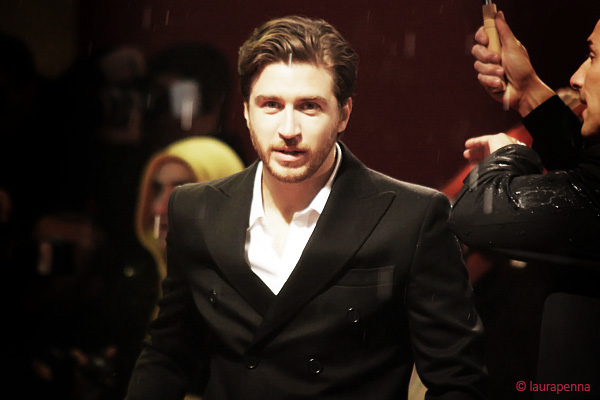
Alessandro Roja interpreta Marco Cerone
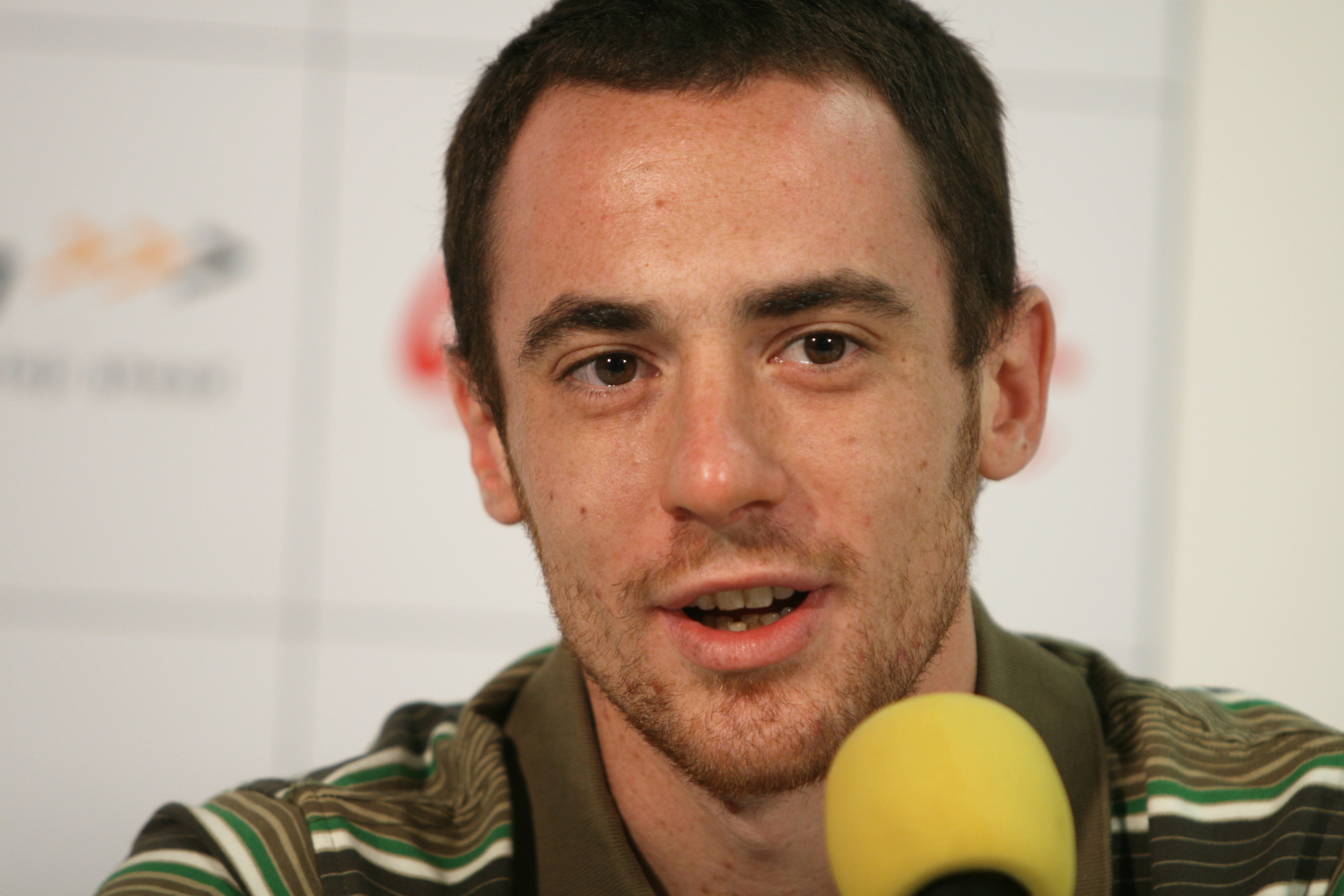
Elio Germano interpreta Luca Gualtieri
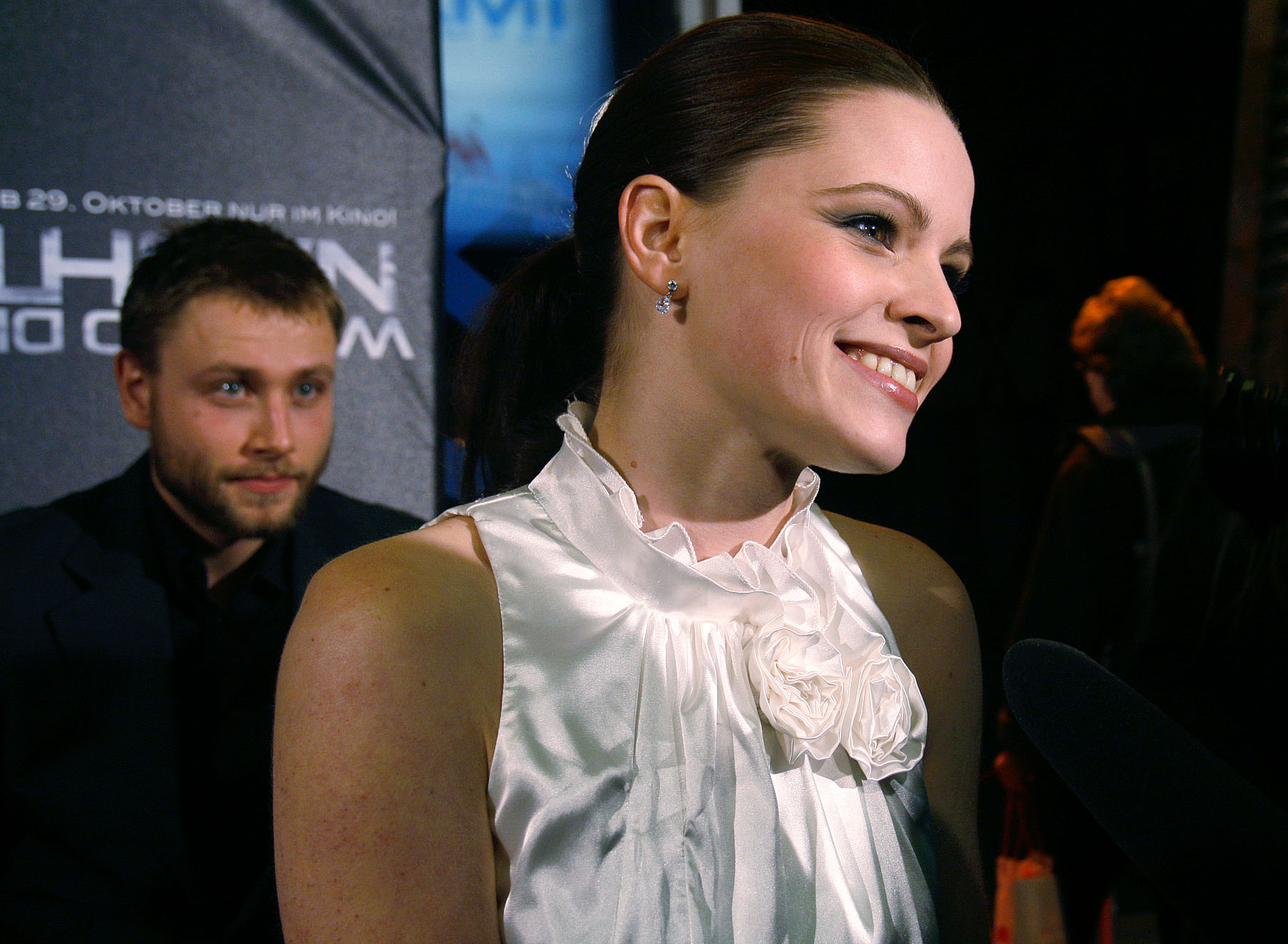
Jennifer Ulrich interpreta Alma Koch

## Colonna sonora
La colonna sonora del film è stata pubblicata il 10 aprile 2012 dall'etichetta Radio Fandango. È stata composta da Teho Teardo che si è occupato anche della produzione, del missaggio e delle registrazioni, avvenute negli studi Basement Recordings di Roma e Studio 108 di Londra tra marzo e dicembre del 2011.

## Distribuzione
La pellicola, presentata da Domenico Procacci, esce il 13 aprile 2012 in 200 copie per l'Italia. Nel primo week-end totalizza più di 664.000 €. Gli incassi complessivi in Italia, al 7 maggio 2012 ammontano a quasi 1.800.000 €.
La versione in DVD del film è allegata in data 12 ottobre 2012 a L'Espresso e la Repubblica.

## Accoglienza

### Critica
Giona A. Nazzaro su MicroMega ha definito Diaz un film importante, soprattutto perché a suo parere "Vicari non ha commesso l'errore solito dei registi bene intenzionati di rinunciare al cinema per amore di polemica" ed ha saputo realizzare "un film che funziona come una micidiale macchina spettacolare", realizzando un ottimo film che convince proprio in quanto racconto cinematografico.

Gli fa eco Paolo D'agostini su la Repubblica affermando che, pur sapendo già tutto quello che viene raccontato nel film (in quanto largamente documentato nei processi), tuttavia l'opera di Vicari provoca un'impressione enorme perché il cinema "mantiene ancora una potenza straordinaria" nel raccontare proiettato su un grande schermo i più drammatici fatti della nostra vita civile. Nella consapevolezza che "una finzione narrativa esprime uno sguardo ed un'interpretazione" personale, il film a parere di D'agostini "può agire da invito ad approfondire, da finestra aperta, da lampadina accesa per invogliare a saperne di più".

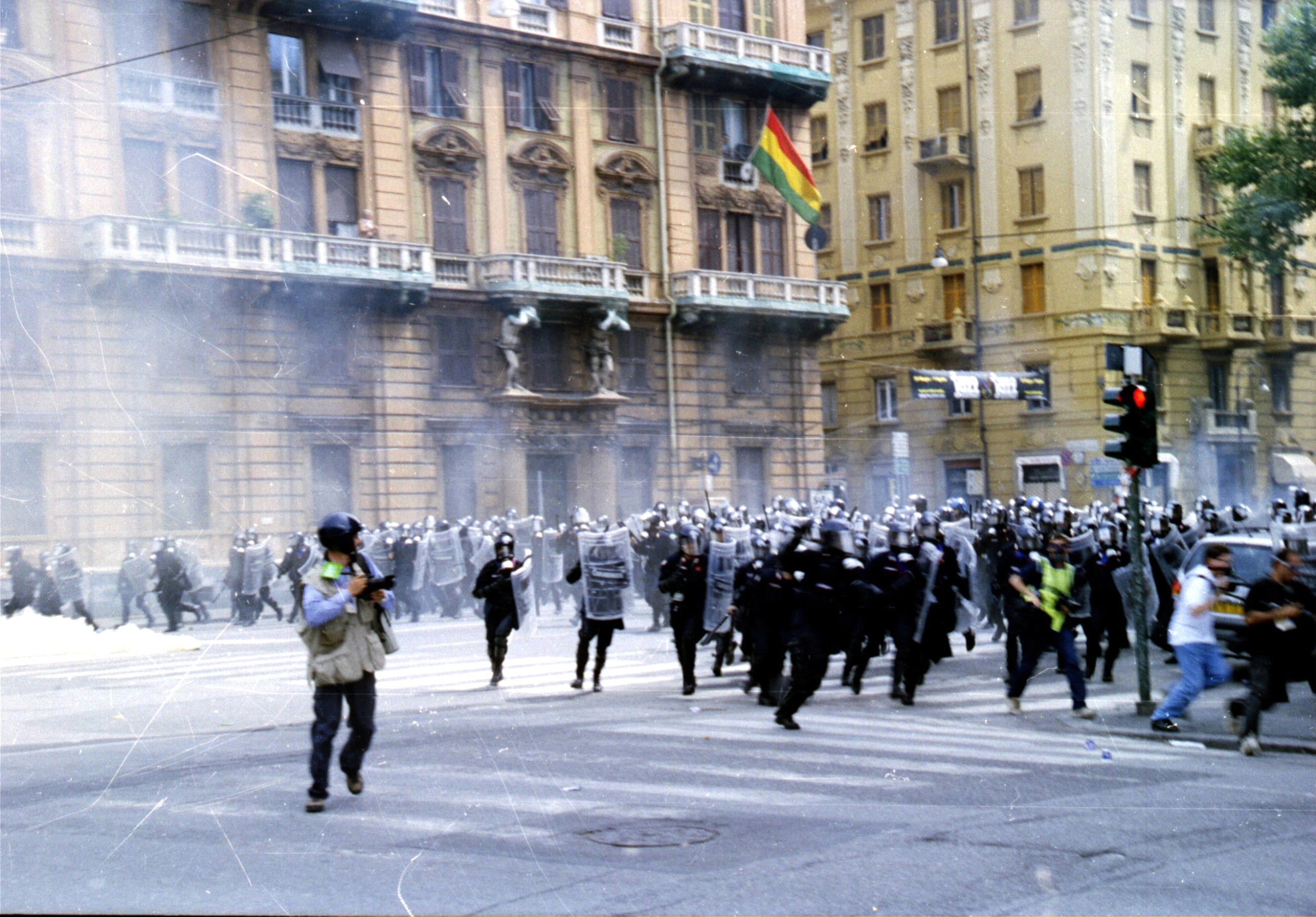
Una carica dei carabinieri nei giorni del G8 di Genova

Piera Detassis su Ciak lamenta nel film una mancanza di riflessione sulle motivazioni alla base degli scontri del G8, ed un eccesso di spettacolarizzazione della violenza, pur riconoscendo che "la «macelleria» documentata dal film ci fu davvero (...) e sottolineano tutti i testimoni, fu persino peggio" al punto che con ogni probabilità regista e produttori sono stati costretti a scegliere "una parziale censura per non rendere inverosimile il vero".
Maurizio Acerbi nella recensione su il Giornale sottolinea che a suo parere nel film c'è poco o niente delle violenze che devastarono Genova in quei giorni. La rappresentazione delle violenze dei black bloc sarebbe una "piccolissima parte rispetto alla durata della pellicola", operazione che determinerebbe "l'effetto voluto di indignazione verso chi ha disonorato la divisa" portando però a dimenticarsi di tutto il resto.
Il parere di Federico Pontiggia su il Fatto Quotidiano è, all'opposto, che Diaz sia un film per tutti e che per scelta sia volutamente popolare, puntando sulle emozioni forti e coinvolgenti, in particolare "il pugno allo stomaco dell'assalto della polizia alla Diaz" che obbliga a ricordare e si oppone al "colpevole, colluso, ignorante e italianissimo oblio caduto sui fatti della scuola Diaz e la caserma di Bolzaneto al G8 di Genova del 2001".
Emozioni non sufficientemente forti secondo Alessandra Levantesi Kezich che su La Stampa constata amaramente come neppure il film di Vicari riesca a fare giustizia, limitandosi a ripercorrere le tragiche ore che precedono l'intervento da macelleria messicana intrecciando le storie "di un gruppetto di pacifici no-global, in contrasto agli opposti vandalismi dei black bloc". Il film manca di incisività a dispetto dell'indulgere in alcuni estetismi e se "dal punto di vista formale non sembra abbastanza elaborato, da quello drammaturgico resta sospeso in un limbo fra cronaca e fiction".
La violenza mostrata nel film secondo Eric Jozsef nella sua recensione su Libération per quanto appaia cieca brutale ed impietosa è dovuta. Le scene che ripercorrono i colpi e mostrano il sangue sono certamente prolungate ma a parere del critico "inevitabili per tentare di rendere conto di una tale violazione dei diritti civili da parte di forze dell'ordine di uno stato democratico". Ne consegue che nessuna immagine è di troppo e nessun primo piano può essere considerato inutile o ammiccare a un eccesso di pathos. Ogni scena tenta di essere "la traduzione efficace dello spavento" provato dagli inermi manifestanti che alloggiavano alla Diaz, "come quando le urla delle vittime fanno da sfondo a una scena ferma".

Concorda Paolo D'agostini che, sempre su Repubblica sottolineava come lo stesso regista intendesse comunicare soprattutto "il senso di spaesamento, di confusione, di trappola inspiegabile e senza vie di uscita vissuto dalla massa dei partecipanti a quelle giornate".
Sonia Cincinelli sul settimanale on-line Fuori le Mura parla invece di "estetica di un cinema politico che mostra il sangue vivo che scorre tra le pareti della scuola incriminata" ricordando "la potenza delle immagini che aprono uno squarcio nell'omesso della scuola" e che la forza del cinema si nutre di volti e di storie capaci di coinvolgere ed anche far indignare lo spettatore. Il film si apre con l'inquadratura rallentata di una bottiglia lanciata che vola e innocuamente si schianta a terra. Un'immagine simbolica, apparentemente poco significativa, ma che in realtà funge da perno intorno al quale si svolge la storia. Ripresentata più volte nel corso del film l'immagine ne diviene il leitmotiv che con grande efficacia visiva accompagna gradualmente lo spettatore alla ricostruzione del blitz. La bottiglia diviene simbolo e "testimonianza di un'aggressività diffusa, ma soprattutto richiamo ai pretesti accampati dalle forze dell'ordine per giustificare l'ingiustificabile". Una bottiglia lanciata contro una pattuglia per protesta vale un massacro? È la domanda che si pone Sonia Cincinelli su Fuori le Mura. E traccia poi un parallelo tra questo artificio del regista ed altri esempi simili (come quello della radio utilizzato da Ettore Scola in Una giornata particolare) affermando che "Il potere di raccontare storie partendo dal particolare per arrivare all'universale (...) è l'essenza del cinema stesso" e sottolinea la capacità del regista nel poetizzare gli eventi.

## Promozione
Per la promozione del film viene realizzato un teaser trailer ancora prima dell'inizio delle riprese con materiale di repertorio e una grafica di forte impatto. Vengono anche diffusi i primi teaser poster del film con la tagline della frase di Amnesty International.
Il trailer alterna frasi, immagini (disordini, polizia, giornalisti) e scritte: "Questo è il primo movimento di massa della storia che non sta chiedendo niente per se stesso" e "Quella notte per 93 persone inizia un incubo" e si chiude con l'immagine di una donna che attacca a una finestra chiusa da una griglia un foglio di carta con il sottotitolo del film manoscritto.
Già prima della fase delle riprese (luglio 2011) comincia la campagna di comunicazione di Fandango curata dall'art director Federico Mauro che utilizza in modo innovativo social network (soprattutto Facebook e Twitter) per lanciare le prime clip tematiche del film ed altro materiale legato alla produzione e postproduzione del film. Viene anche realizzata un'App con contenuti extra ed esclusivi che l'Apple vieta ai minori di 17 anni.

## Riconoscimenti
La pellicola è stata presentata al 62º Festival internazionale del cinema di Berlino il 12 febbraio 2012 fuori concorso nella sezione "Berlinale Special", ed ha vinto il secondo premio del pubblico della sezione Panorama.
La pellicola prodotta da Domenico Procacci per Fandango ha trionfato al XXVII Festival cinematografico delle cerase di Palombara Sabina. A ritirare le ciliegie d'oro per il Miglior film non c'era il regista Daniele Vicari impegnato negli Stati Uniti per il Seattle international film festival. Al suo posto tre attori: Claudio Santamaria, Alessandro Roja e Davide Iacopini.
Nella 57º Semana Internacional de Cine de Valladolid; dal 20 al 27 ottobre 2012 ha vinto il premio del pubblico.
- 2013 – David di Donatello
  - Miglior produttore a Domenico Procacci
  - Migliore sonoro a Remo Ugolinelli e Alessandro Palmerini
  - Miglior montaggio a Benni Atria
  - Migliori effetti speciali visivi a Storyteller
  - Nomination Miglior film
  - Nomination Miglior regista a Daniele Vicari
  - Nomination Miglior attore non protagonista a Claudio Santamaria
  - Nomination Miglior fotografia a Gherardo Gossi
  - Nomination Miglior colonna sonora a Teho Teardo
  - Nomination Miglior scenografia a Marta Maffucci
  - Nomination Migliori costumi a Roberta Vecchi e Francesca Vecchi
  - Nomination Miglior trucco a Mario Michisanti
  - Nomination Migliori acconciature a Giorgio Gregorini
- 2013 – Bari International Film Festival
  - Premio per il miglior produttore a Domenico Procacci

- 2012 – Nastro d'argento
  - Miglior produttore a Domenico Procacci
  - Migliore montaggio a Benni Atria
  - Miglior sonoro a Remo Ugolinelli e Alessandro Palmerini
  - Nomination Regista del miglior film a Daniele Vicari
  - Nomination Migliore sceneggiatura a Daniele Vicari e Laura Paolucci
  - Nomination Migliore scenografia a Marta Maffucci
  - Nomination Migliore colonna sonora a Teho Teardo
- 2012 – Ciak d'oro
  - Miglior produttore a Domenico Procacci[29]
  - Migliore sonoro in presa diretta a Remo Ugolinelli, Alessandro Palmerini[29]
  - Miglior montaggio a Benni Atria[29]
- 2012 – Festival di Berlino
  - Premio del pubblico della sezione Panorama

## Casi mediatici
In prossimità dell'uscita in sala del film, il Ministero dell'interno divulga una circolare per gli agenti di polizia dove viene ribadito che per il rilascio di interviste, la partecipazione a convegni o dibattiti dove si discuta dell'operato ordinario e straordinario delle forze dell'ordine, è necessaria l'autorizzazione da parte dell'Ufficio Relazioni Esterne della Polizia di Stato.

Il regista Daniele Vicari a proposito della presa di posizione del Ministero ha commentato che il film "non vuole essere un'occasione per litigare, ma per riflettere sul ruolo e sulla funzione di certi corpi nell'ambito di una democrazia matura" e di augurarsi che in ogni caso molti uomini e donne appartenenti alle forze dell'ordine si rechino a vedere il film come ulteriore occasione di riflessione.
La circolare ha lasciato perplessi numerosi commentatori e giornalisti: alcuni l'hanno considerata un evidente tentativo di censurare gli appartenenti alle forze dell'ordine che avessero inteso testimoniare sui fatti accaduti a Genova in quei giorni.
In un articolo apparso sul Nuovo Paese Sera, a firma Mirko Carletti, dirigente sindacale SILP per la CGIL (Sindacato Italiano Lavoratori di Polizia per la CGIL) si considera la circolare ministeriale un tentativo maldestro di censura, e un'evidente incapacità delle forze dell'ordine a misurarsi con gli episodi di Genova. Inoltre l'autore ritiene l'intervento ministeriale "(...) una grave interruzione del percorso di democratizzazione della polizia (...). Un'amministrazione che si chiude, evitando il confronto, si allontana sempre di più dall'idea di polizia fra la gente".

Secondo il parere di Rita Parisi, membro del SIULP (Sindacato Unitario Lavoratori Polizia) il film "È da vedere perché pone domande più che dare risposte sui tragici fatti del G8 di Genova".
Di parere opposto Franco Maccari, segretario generale del COISP, un altro sindacato di Polizia, che ha definito il film "falso" perché decontestualizzerebbe l'episodio della scuola Diaz dal contesto generale del G8 di Genova, e "pericoloso" in quanto rischierebbe di "fomentare nuove violenze contro le forze dell'ordine".
Anche Vittorio Agnoletto, portavoce del Genoa Social Forum all'epoca del G8 del 2001, ha contestato il film, ma per motivi opposti. A parere di Agnoletto nel film "non c'è tutta la verità" e si sorvola "sui nomi di chi autorizzò quella operazione". Un'ulteriore critica viene mossa all'eccessiva "cautela" mostrata dal regista nel documentare fatti che sono già agli atti processuali e nella scelta fatta dal produttore di inviare, ancora prima delle riprese, una copia della sceneggiatura all'allora capo della polizia Manganelli.